# Adama Smith Dickens
Adama Smith Dickens (sinh ngày 28 tháng 12 năm 1992) là một tiền vệ bóng đá đến từ Cộng hòa Congo, hiện đang chơi cho 1207 Antalya Muratpaşa Belediye Spor trong Giải bóng đá nữ đầu tiên của Thổ Nhĩ Kỳ với áo số 24. Cô là thành viên của đội bóng đá quốc gia phụ nữ Congo.

## Sự nghiệp

### Câu lạc bộ
Smith Dickens chơi ở đất nước của cô cho đội nữ của câu lạc bộ dựa trên Dolisie AC Léopards.
Vào năm 2015, cô đã chơi một thời gian ngắn cho đội Thổ Nhĩ Kỳ Trabzon İdmanocağı.
Smith Dickens đã được chuyển nhượng bởi 1207 Antalya Muratpaşa Belediye Spor vào tháng 1 năm 2016 để chơi trong nửa sau của Liên đoàn bóng đá đầu tiên 2015-16 Thổ Nhĩ Kỳ.

### Quốc tế
Cô được nhận vào đội tuyển bóng đá quốc gia của phụ nữ Congo và tham gia giải đấu dành cho nữ của Đại hội Thể thao châu Phi 2015 được tổ chức tại Brazzaville, Cộng hòa Congo.

## Thống kê sự nghiệp
Kể từ trận đấu diễn ra vào ngày 28 tháng 2 năm 2016.
| Câu lạc bộ         | Mùa      | liên đoàn | liên đoàn | liên đoàn | Lục địa | Lục địa   | Quốc gia | Quốc gia  | Toàn bộ | Toàn bộ   |
| Câu lạc bộ         | Mùa      | Hạng đấu  | Số trận   | Bàn thắng | Số trận | Bàn thắng | Số trận  | Bàn thắng | Số trận | Bàn thắng |
| ------------------ | -------- | --------- | --------- | --------- | ------- | --------- | -------- | --------- | ------- | --------- |
| Trabzon İdmanocağı | 20141515 | Giải nhất | 1         | 0         | -       | -         |          |           | 1       | 0         |
| Trabzon İdmanocağı | Toàn bộ  | Toàn bộ   | 1         | 0         | -       | -         |          |           | 1       | 0         |
| 1207 Antalyaspor   | 20151616 | Giải nhất | 5         | 0         | -       | -         |          |           | 5       | 0         |
| 1207 Antalyaspor   | Toàn bộ  | Toàn bộ   | 5         | 0         | -       | -         |          |           | 5       | 0         |